# 東京国際アニメフェア2011 超!ステーション
東京国際アニメフェア2011 超!ステーションは、文化放送のデジタルラジオ超!A&G+で2010年4月11日から2011年3月27日まで放送されていた、東京国際アニメフェア2011の公式ラジオ番組である。

## 番組概要
2011年3月開催予定だった「東京国際アニメフェア2011」の最新情報をいち早く伝えていく。
なお、東京国際アニメフェア2011は、2011年3月16日に同年3月11日に発生した東北地方太平洋沖地震（東日本大震災）による開催中止を発表、この件について、第50回放送分で番組を一部差し替える形で報告した。
放送時間
- 2010年4月11日 - 9月26日

毎週日曜日 21:00 - 21:30（リピート放送：金曜日 6:30 - 7:00）
- 2010年10月3日 - 2011年3月27日

毎週日曜日 21:00 - 21:30（リピート放送：土曜日 10:00 - 10:30）
パーソナリティ
- 戸塚利絵
- 鈴木仁（東京国際アニメフェア実行委員会事務局 チーフプロデューサー）
- はなしまなおみ

テーマソング
- オープニングテーマ

「In festive mood…」（CD.ver）/演奏：はなしまなおみwithアンサンブルフレーズ
- エンディングテーマ

「Happy place」/歌：えりゆか（喜多村英梨&井口裕香）

## コーナー
- ゲストコーナー

鈴木プロデューサーとも親しいTAF関係者、声優、アーティストを招いて話を伺う。
- はなみまなおみのA&G Music Academyガイド

はなしまが「A&G Music Academy」の魅力を紹介する。

## ゲスト
| 放送回 | 本放送日       | ゲスト |
| ------ | -------------- | --- |
| 第1回  | 2010年4月11日  | 宮内タカユキ |
| 第2回  | 2010年4月18日  | 半田雅和 |
| 第3回  | 2010年4月25日  | 劉燕（キングラン株式会社） |
| 第4回  | 2010年5月2日   | 赤星昇一郎 |
| 第5回  | 2010年5月9日   | 吉浦康裕 |
| 第6回  | 2010年5月16日  | 真山亜子 |
| 第7回  | 2010年5月23日  | 森岡則敏（株式会社ムラヤマ 第2営業局 部長） 内藤宏昭（株式会社ムラヤマ 第2営業局 課長）                                                |
| 第8回  | 2010年5月30日  | 八月薫子 |
| 第9回  | 2010年6月6日   | 杉浦了一（株式会社アニプレックス 宣伝部 次長）                                                                                         |
| 第10回 | 2010年6月13日  | 片山一良 江口美都絵 |
| 第11回 | 2010年6月20日  | 石井一成（角川映画株式会社 宣伝部アニメ宣伝グループ） 池内謙一郎（株式会社サンライズ ハイエンドワークス事業部 ライツプロモートチーム） |
| 第12回 | 2010年6月27日  | 内田朱美（フリーアナウンサー） |
| 第13回 | 2010年7月4日   | 田中千義（株式会社スタジオジブリ イベント事業室プロデューサー） 西岡純一（株式会社スタジオジブリ 広報部部長）                          |
| 第14回 | 2010年7月11日  | 和田丈嗣（株式会社プロダクション・アイジー プロデューサー）                                                                            |
| 第15回 | 2010年7月18日  | 村田祐一（東宝株式会社 映像事業部） 小中大典（東宝株式会社 映像事業部）                                                                |
| 第16回 | 2010年7月25日  | 安藝貴範（有限会社グッドスマイルカンパニー 代表取締役社長）                                                                            |
| 第17回 | 2010年8月1日   | 小松慎太郎（株式会社アニプレックス マーケティンググループ 宣伝部 プロモーション課）                                                    |
| 第18回 | 2010年8月8日   | 明田川進（株式会社マジックカプセル 代表取締役社長、音響監督）                                                                          |
| 第19回 | 2010年8月15日  | 武井風太（株式会社マッドハウス 広報）                                                                                                  |
| 第20回 | 2010年8月22日  | 菖蒲剛智（一般社団法人日本動画協会）                                                                                                   |
| 第21回 | 2010年8月29日  | 浅間陽介（東映アニメーション プロデューサー）                                                                                          |
| 第22回 | 2010年9月5日   | 三宅将典（日本アドシステムズ プロデューサー）                                                                                          |
| 第23回 | 2010年9月12日  | 宮内タカユキ |
| 第24回 | 2010年9月19日  | 山本彩乃 |
| 第25回 | 2010年9月26日  | 齋藤雅哉（DIVE Ⅱ entertainment、「LISP」宣伝プロデュース担当）                                                                         |
| 第26回 | 2010年10月3日  | 山口明伸（株式会社バンダイ メディア部 イベントチーム）                                                                                 |
| 第27回 | 2010年10月10日 | 根岸智也（株式会社小学館集英社プロダクション プロデューサー）                                                                          |
| 第28回 | 2010年10月17日 | 松永芳幸（株式会社コスパ 代表取締役社長）                                                                                              |
| 第29回 | 2010年10月24日 | 森下美香（TIFFCOM運営本部 ディレクター）                                                                                               |
| 第30回 | 2010年10月31日 | 公開録音 前編 菖蒲剛智（一般社団法人日本動画協会） 原紗友里（LISP）                                                                    |
| 第31回 | 2010年11月7日  | 公開録音 後編 片岡あづさ（LISP） |
| 第32回 | 2010年11月14日 | 藤家浩巳（日本アニメーション㈱ チーフマネージャー）                                                                                    |
| 第33回 | 2010年11月21日 | 湯川 淳（バンダイビジュアル㈱ チーフプロデューサー）                                                                                   |
| 第34回 | 2010年11月28日 | 水崎淳平（(有)神風動画 代表取締役） |
| 第35回 | 2010年12月5日  | 中島弘道（㈱コミックス・ウェーブ・フィルム）                                                                                           |
| 第36回 | 2010年12月12日 | 杉浦美沙紀（㈱ぴえろ 企画営業部） |
| 第37回 | 2010年12月19日 | 吉澤美穂（㈱さんぽう プランニングセンター）                                                                                            |
| 第38回 | 2010年12月26日 | 勝又郁乃（(有)カナバングラフィックス アシスタントマネージャー）                                                                        |
| 第39回 | 2011年1月2日   | 水木一郎 |
| 第40回 | 2011年1月9日   | 大山秀徳（東映アニメーション株式会社 常務取締役）                                                                                      |
| 第41回 | 2011年1月16日  | 矢立恭（アニメーション監督・アニメーター・イラストレーター） 宮崎羽衣                                                                  |
| 第42回 | 2011年1月23日  | 池田真一 |
| 第43回 | 2011年1月30日  | 滝佳保子 |
| 第44回 | 2011年2月6日   | 宮内タカユキ |
| 第45回 | 2011年2月13日  | mao |
| 第46回 | 2011年2月20日  | 小林清孝（プロダクションマネージャー）                                                                                                 |
| 第47回 | 2011年2月27日  | 仁王 |
| 第48回 | 2011年3月6日   | 宮内タカユキ 山野さと子 |
| 第49回 | 2011年3月13日  | 木谷高明（株式会社ブシロード 代表取締役社長）                                                                                          |
| 第50回 | 2011年3月20日  | パパイヤ鈴木 アルスマグナ |
| 第51回 | 2011年3月27日  | パパイヤ鈴木 仁王 |

## 公開録音
- 東京国際アニメフェア2011 超!ステーション 公開録音（2010年10月23日）

東京国際アニメ祭 2010秋の会場、秋葉原UDXで、ゲストに日本動画協会の菖蒲剛智、声優ユニット「LISP」から片岡あづさ、原紗友里を招いて行われた、公開録音。第30回、第31回で放送。

## 関連番組
- 東京国際アニメフェア2010 超!ステーション
- 東京国際アニメフェア2009 超!ステーション
- 東京国際アニメフェア2008 超!ステーション